# Cheduba

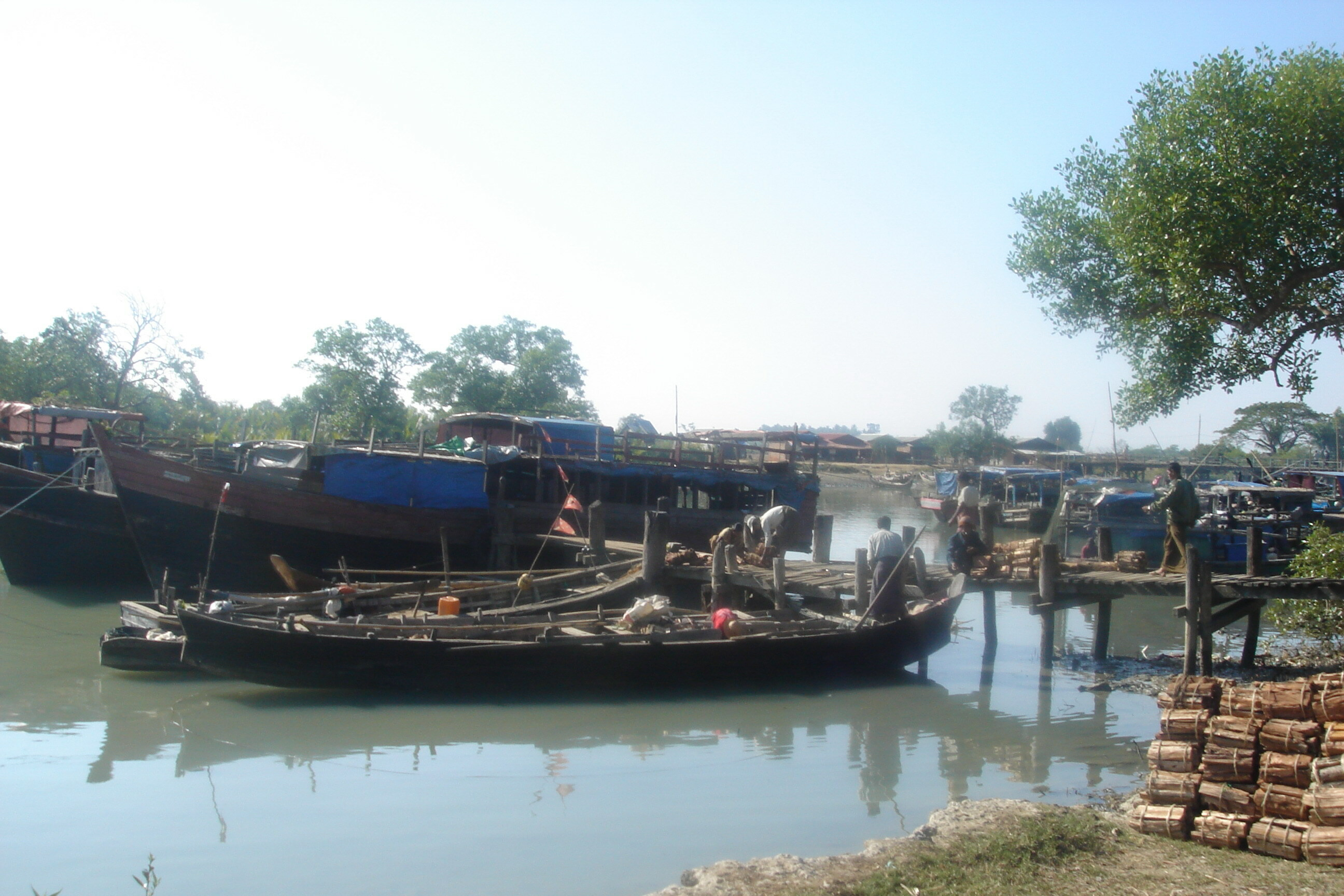
Cheduba es una isla de la bahía de Bengala perteneciente a Birmania

Cheduba (también llamada Manaung) es una isla de la bahía de Bengala cercana a Ramree, perteneciente a Birmania es poblada por bamar (birmanos) y arakanese.

## Historia
La isla fue una parada histórica en la ruta compercial de Bengala, India y Birmania, que sirvió para expandir la cultura hindú a ese país.
Registros históricos hablan de un terremoto, con una magnitud de 8'5 a 9 en la escala Richter, que asoló la costa birmana en 1762 y de un tsunami que azotó la isla después. En 1881, otro terremoto de magnitud 7.9 en la vecina Bengala causó "masivas llamaradas de fuego" en la isla. En la década de 1780, tras la conquista birmana del área, Cheduba pasó a ser parte de la Provincia de Arakan. Como muchas islas de la zona, fue evacuada y ocupada por los japoneses durante la Segunda Guerra Mundial.

## Descripción
La aldea de Cheduba, situada en la costa noreste de la isla, se haya unida a la aldea de Kyaukpyu en la vecina Ramree por un barco de vapor. La orografía es llana y la isla apenas se eleva sobre el nivel del mar. La mayoría de la vegetación es selva tropical. Las actividades económicas de la isla se centran en la agricultura y ganadería. El cono volcánico emite vapor y sulfuros al aire, muestras de cierta actividad volcánica. También hay cierta difusión de gas natural y petróleo a través del suelo oceánico permeable.